# Hemidactylus flaviviridis
Thằn lằn bụng vàng hay Thằn lằn phương Bắc là một loài thằn lằn trong họ Gekkonidae. Loài này được Rüppell mô tả khoa học đầu tiên năm 1835.

## Hình ảnh

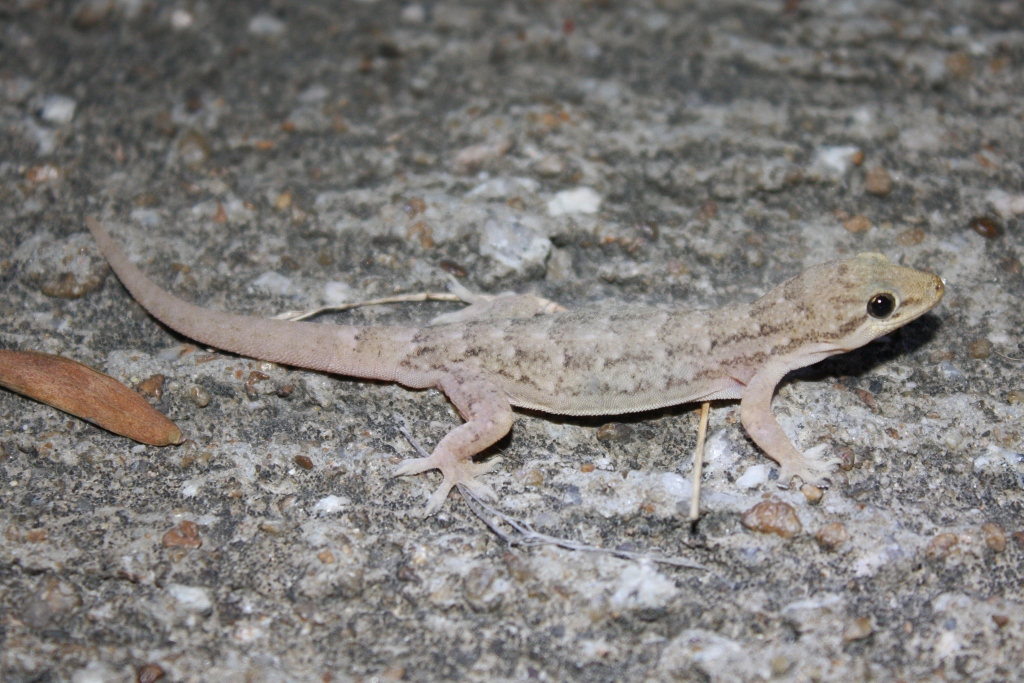
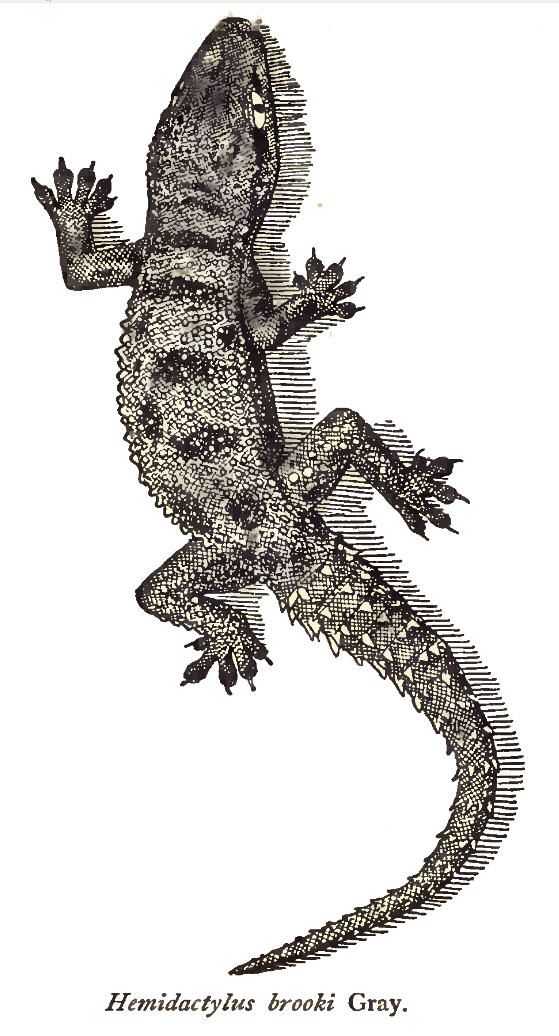
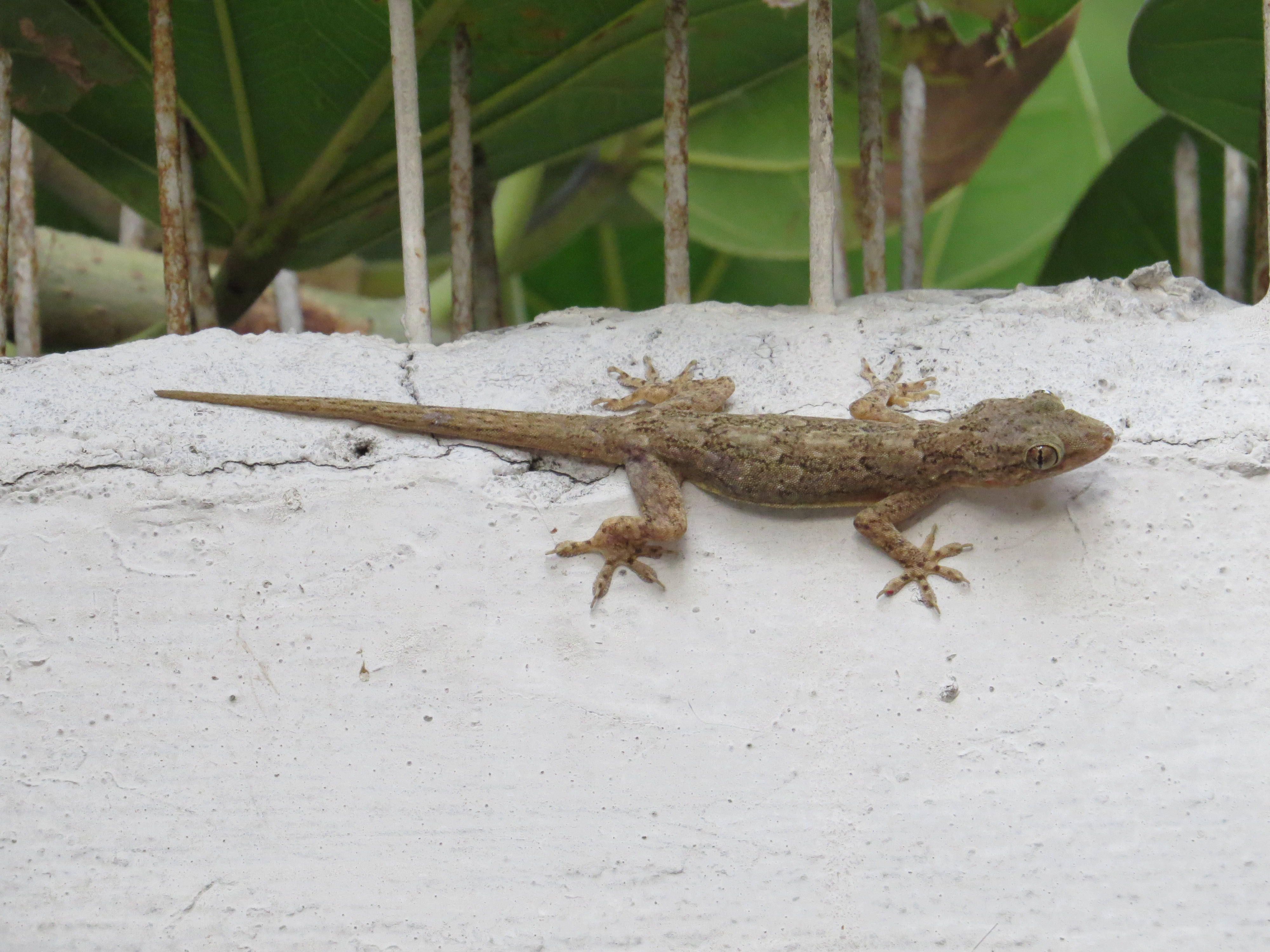
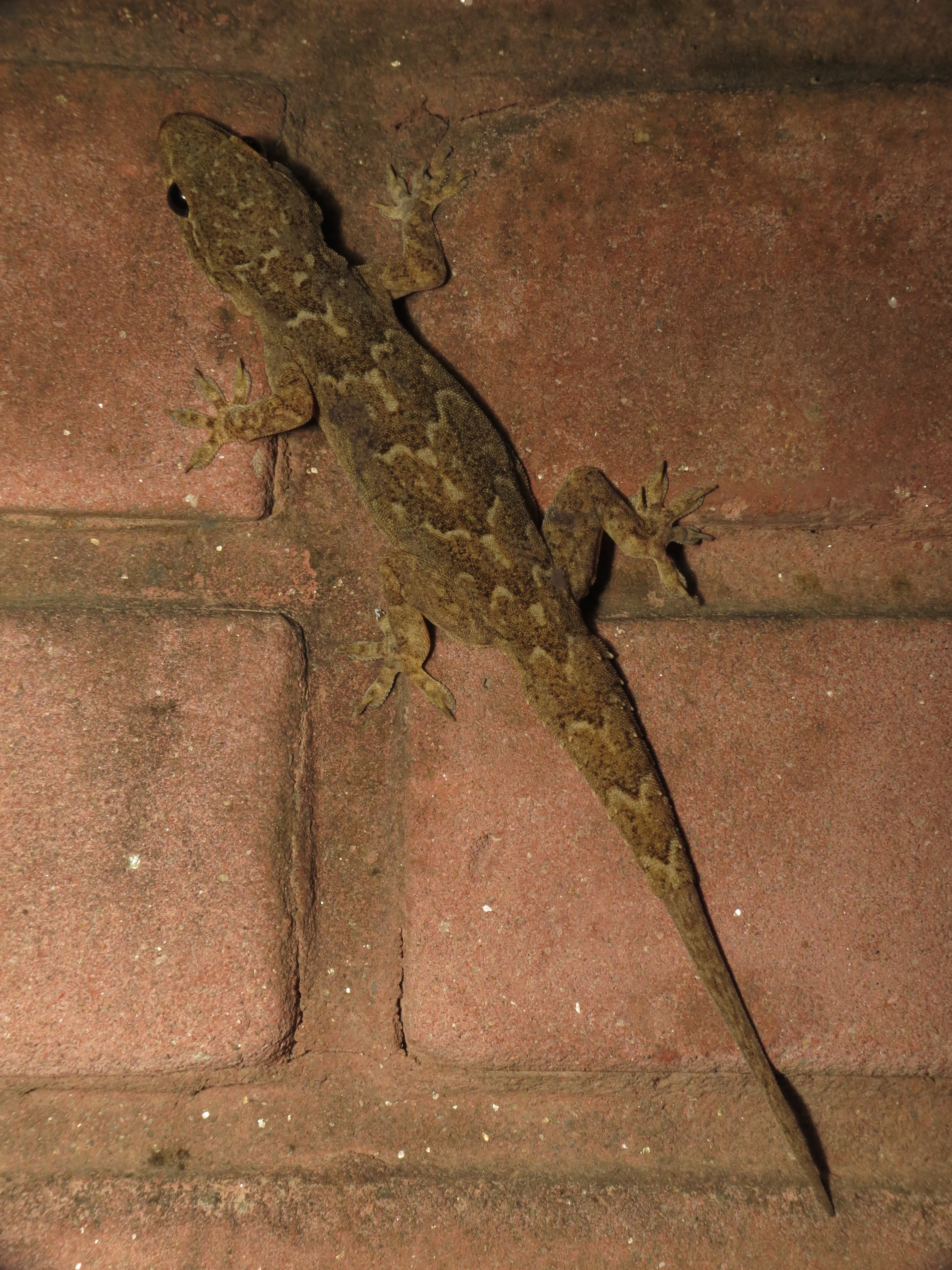